# Altered Images

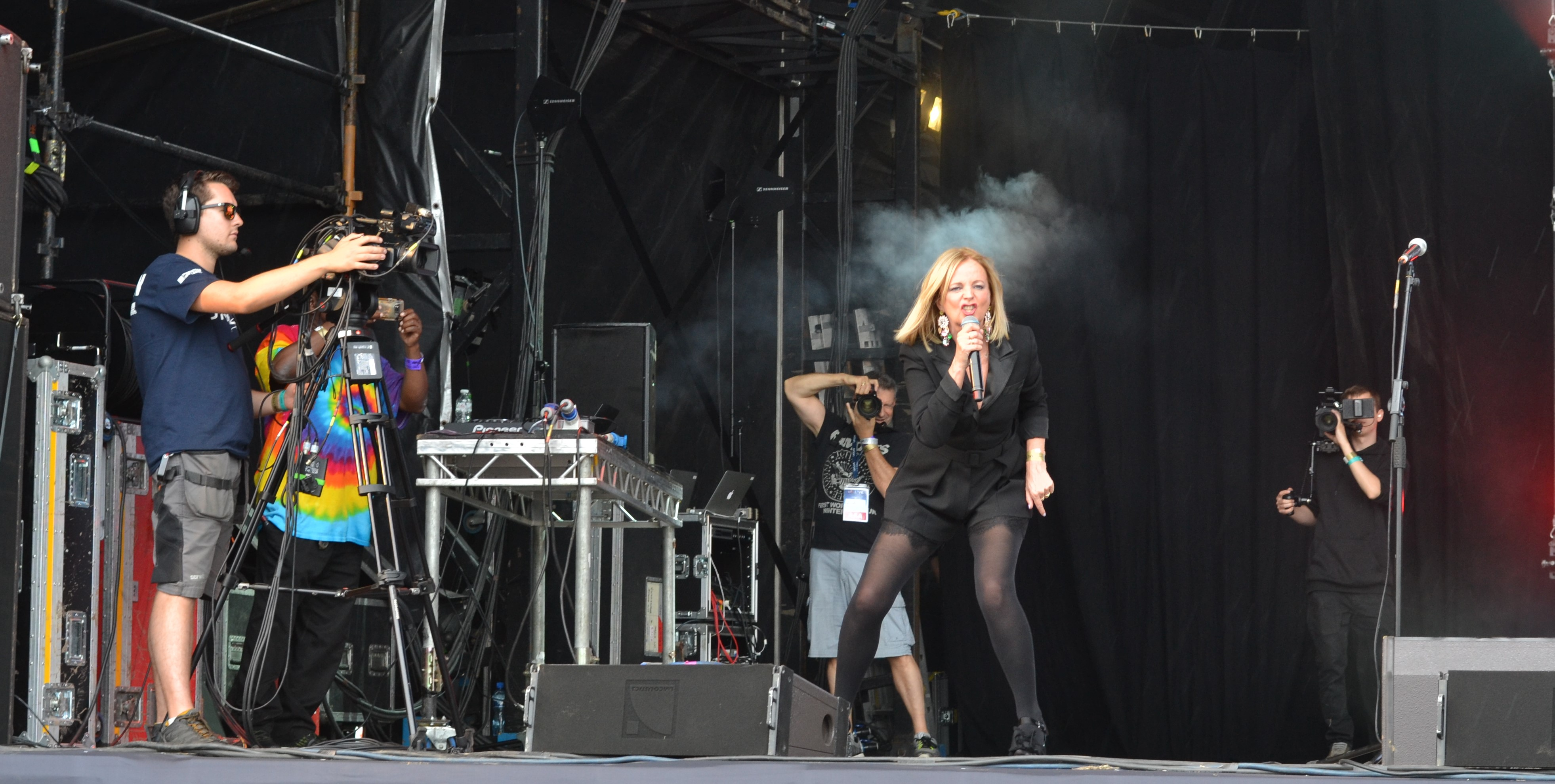
Clare Grogan da banda Altered Images no "Let's rock Belfast"

Altered Images é uma banda de New Wave e post-punk formada em 1979. A banda é de origem da Escócia e lançou três álbuns pela Epic Records.
Em 1981 lançaram o álbum "Happy Birthday". O tema título foi o segundo single e atingiu o número 2 do Top inglês.
Foram eleitos a Melhor Nova Banda de 1981 pelo New Musical Express. Também John Peel era um entusiasta dos Altered Images, o que originou a sua participação na versão da canção "Song Sung Blue", de Neil Diamond, do segundo LP, "Pinky Blue", que teve produção do conhecido Martin Rushent. "I Could Be Happy" foi o pimeiro single deste álbum.
O grupo lança em 1983 o álbum "Bite". "Don't Talk To Me About Love" é outro grande sucesso mas acabam por terminar nesse ano.
As canções do grupo constavam da "Lista Rebelde" do programa "Som da Frente" de António Sérgio.
Discografia
- Happy Birthday  (LP, Epic, 1981)
- Pinky Blue  (LP, Epic, 1982)
- Bite  (LP, Epic, 1983)
- Dead Pop Stars  (Single, Epic, 1981)
- A Day's Wait  (Single, Epic, 1981)
- Happy Birthday  (Single, Epic, 1981)
- I Could Be Happy  (Single, Epic, 1981)
- See Those Eyes  (Single, Epic, 1982)
- Pinky Blue  (Single, Epic, 1982)
- Song Sung Blue (Single, Epic, 1982)
- Don't Talk To Me About Love  (Single, Epic, 1983)
- Bring Me Closer  (Single, Epic, 1983)
- Love To Stay  (Single, Epic, 1983)
- Change of Heart  (Single, Epic, 1983)